# Долинская (станция)
Долинская — узловая участковая железнодорожная станция 1-го класса Знаменской дирекции Одесской железной дороги на линиях Тимково—Долинская, Знаменка— Долинская и Долинская—Николаев.
Расположена в городе Долинская Кропивницкого района Кировоградской области.

## История
Станция открыта 20 августа 1873 года на линии Знаменка—Николаев под проектным названием Казанка. Вокруг железнодорожной станции рос и развивался город Долинская.
В 1884 году построена ветка Казанка—Долгинцево, станция стала узловой.
В 1891 году открыто железнодорожное училище.
В 1901 году станция Казанка была переименована в Долинскую, в честь помещицы из села Маловодяное — Ольги Фёдоровны Долинской, способствовавшей строительству железной дороги.
По состоянию на 1908 год годовой грузооборот станции составлял 75 млн пудов, 40 из которых приходилось на уголь. На станции работало депо, почта, телеграф и небольшой медицинский пункт. 
В 1914 году введён в эксплуатацию кирпичный завод, подчинённый железной дороге.
В апреле 1944 года было возобновлено движение поездов по восстановленной после Великой Отечественной войны железной дороге.
В 1978 году введена в эксплуатацию железнодорожная ветка Долинская—Помошная.
В 1983 году через станцию прошла электрификация переменным током (~25 кВ) по линии Тимково—Долинская—Помошная, в 1986 году электрифицирована линия Долинская—Знаменка.

## Память
- В связи с прибытием первого поезда в 1873 году на переулке Лазарева установлен памятник паровозу Эу681-59.
- С западной стороны вокзала установлена памятная доска писателю Архипу Тесленко, который в 1901 году работал на станции учеником телеграфиста.
- В 1911—1914 годах на станции работал педагог Антон Макаренко.